# Quarter de Son Banya
El Quarter de Son Banya (també conegut com Quarter d'Intendència de Son Banya) és una antiga caserna militar de Palma, construïda el 1936 com a quarter i que des de l'any 2000 forma part de l'administració del Govern de les Illes Balears.

## Història
El Quarter fou construït als afores de la ciutat com a base militar per als pilots de la Aviació Legionària, grup militar italià arribat a l'agost de 1936 a Mallorca per combatre en la Guerra civil espanyola. Aquest grup va operar des de l'aeròdrom militar de Son Sant Joan (precedent de l'actual aeroport comercial), proper al quarter.
Acabada la guerra, a mitjan 1939 l'Aviació Legionària és repatriada a Itàlia i l'edifici passa a formar part de les Forces Armades espanyoles com a caserna d'artilleria. Allà es va allotjar el Grup d'Artilleria Antiaèria núm. 1 fins al 1965, quan va ser traslladat a la caserna de Son Busquets de la mateixa ciutat per integrar-se al Regiment d'Artilleria Mixt núm. 91 (RAMIX 91). La Caserna acull llavors el Grup Regional d'Intendència, fins llavors ubicat al carrer dels Socors, per necessitats d'espai. La instal·lació va ser coneguda des d'aquell moment com Quarter d'Intendència de Son Banya, el seu nom més popular i perdurable.
El 1999 les Forces Armades van desallotjar el Quarter, que a l'any següent va ser venut al Govern de les Illes Balears. Els nous propietaris ho van habilitar en part com a Arxiu General de la Comunitat Autònoma i es va planejar habilitar la resta com a centre operatiu i formatiu per a la seguretat ciutadana, però després d'un canvi de color polític del govern balear el 2003 el projecte va ser abandonat. Després d'un nou canvi de govern, el projecte es recupera el 2007 per instal·lar l'acadèmia de policia, les escoles de bombers i funcionaris i la seu de la futura policia autonòmica, que tampoc es va dur a terme.
L'any 2014 el Govern Autonòmic va cedir les instal·lacions a Gestió d'Emergències de les Illes Balears (GEIBSAU), entitat pública dedicada a la prevenció de riscos, catàstrofes i emergències ordinàries, que l'ha gestionat fins a l'actualitat. En el futur es preveu incorporar la seu de la futura Escola de Seguretat Pública de les Illes Balears.
Finalment, el 30 de gener de 2025 el Govern Autonòmic va anunciar la construcció del denominat Districte de la Seguretat per ubicar les seus de l'Escola Balear de Seguretat Pública, la Direcció General d'Emergències i el centre de l'112. Les obres durarien quatre anys, amb una inversió de 24 milions d'euros i acabarien el 2028.

## Descripció
Es troba als afores de la ciutat, en uns terrenys no edificats, entre el barri de Son Ferriol (al nord) i l'Aeroport de Son Sant Joan (al sud). S'hi accedeix pel Camí Vell de Lluchmajor, des de la Via Connectora (Ma-30) o pel Camí de les Bateries, des de la Carretera de Manacor (Ma-15).
Té una superfície total de 35.429 metres quadrats i com a caserna disposava de diversos edificis que ocupaven uns 7.000 metres quadrats. Disposava de magatzems, edifici de comandament, dormitoris oficials i suboficials, escola, cantina, tallers, cotxeres i instal·lacions esportives. Destacava especialment l'edifici destinat a obrador, ja que s'hi elaborava el pa que es distribuïa aquell mateix dia a tots els aquarteraments de Mallorca mitjançant camions provinents de totes les casernes.
En un punt del quarter fou aixecat un monument en honor de Benito Mussolini. Fou construït l'any 1939 per iniciativa d'un dels membres de l'Aviació Legionària que llavors s'allotjaven en el quarter i va ser enderrocat durant els anys 50.
Actualment només una part dels edificis han estat renovats i estan en actiu. La resta estan tancats o en un avançat estat de ruïna.